# الحافة (الطيال)

تعديل مصدري - تعديل

الحافة هي إحدى قرى عزلة بني سحام بمديرية الطيال التابعة لمحافظة صنعاء، بلغ تعداد سكانها 163 نسمة حسب تعداد اليمن لعام 2004.